# AMX-13
De AMX-13 is een Franse lichte tank, geproduceerd tussen 1953 en 1985. Ze werd genoemd naar de ontwerper AMX (Atelier de Construction d'Issy-les-Moulineaux) en had leeg een massa van 13 ton. De AMX-13 beschikte over een taai en betrouwbaar chassis en was uitgerust met een zogenaamde scharnierende toren, gebouwd door GIAT Industries, het huidige Nexter, met een revolvertypemagazijn. Inbegrepen prototypes en exportversies werden meer dan honderd varianten gemaakt, zoals rijdende artillerie, anti-luchtdoel, bergingsvoertuig, pantserinfanterievoertuig en anti-tank guided missiles (ATGM) drager. Ze deed dienst in het Franse leger en is geëxporteerd naar meer dan 25 andere landen. De totale productie van de AMX-13-familie bedroeg ongeveer 7.700 stuks, waarvan 3.400 eenheden werden geëxporteerd. Nederland heeft 131 stuks in dienst genomen voor de Koninklijke Landmacht, tezamen met de AMX-PRI en AMX-PRA.

## Geschiedenis

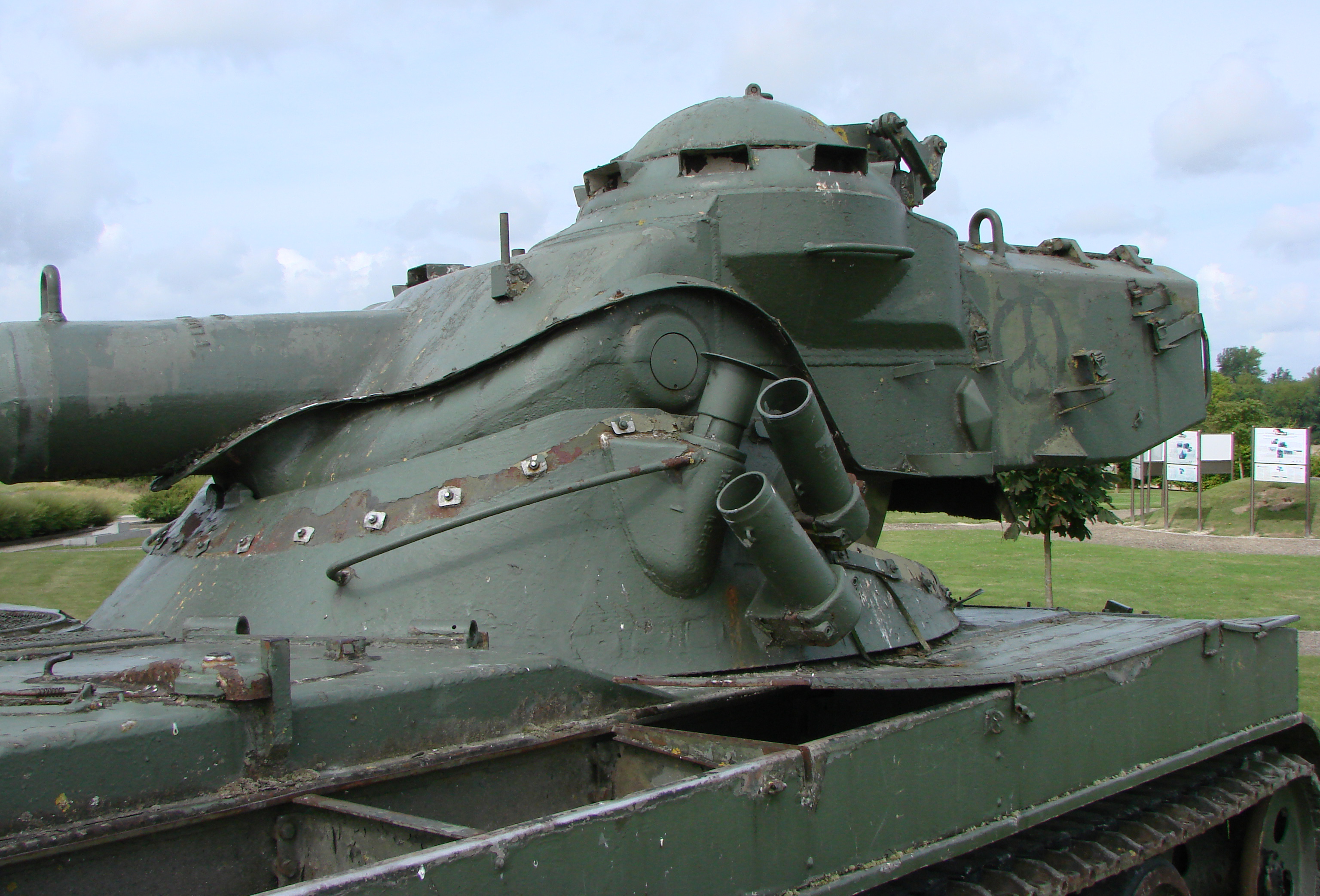
Detailfoto scharnierende toren

De tank werd in 1946 ontworpen door Atelier de Construction d'Issy-les-Moulineaux, AMX als lucht-transporteerbaar gevechtsvoertuig ter ondersteuning van paratroepen. Het eerste prototype reed in 1948. Het compacte chassis had torsiestaafvering met 5 loop- en 2 tandwielen; de motor is rechts geplaatst en de chauffeur zit linksvoor. Ze is uitgerust met een in twee delen scharnierende toren waarbij het kanon vastzit aan de torenbovenkant en het gehele bovenste torendeel qua elevatie beweegt en het onderste torendeel draaibaar is. De toren is geplaatst aan de achterkant van het voertuig en huisvest de tankcommandant en de schutter.
Het oorspronkelijke 75 mm-kanon, naar alle schijn gebaseerd op het Duitse 7,5 cm KwK 42 L/70-kanon dat onder andere in de Panthertank werd gebruikt, maar met andere ammunitie en een kortere loop. Het was uitgerust met een automatisch laadsysteem met twee 6-schotsrevolverende magazijnen geplaatst in de achterzijde van de toren. Met 12 granaten beschikbaar in de laadeenheid kon de bemanning de doelen snel onder vuur nemen, echter als deze verschoten waren, diende het voertuig zich terug te trekken in dekking waarna de bemanning de magazijnen van buitenaf weer kon herladen.
ARE (Atelier de Construction Roanne) begon de productie vanaf 1952, de eerste tanks werden het jaar erop geleverd. In 1964 werd de productie overgebracht naar Creusot-Loire te Chalon-sur-Saône, aangezien ARE de AMX-30 MBT begon te bouwen, en vanaf dat jaar zakte de productie significant.
Vanaf 1966 werd het 75 mm hoge mondingssnelheidskanon vervangen door het 90 mm-kanon (AMX-13/90) met medium mondingssnelheid die effectievere HEAT-ammunitie kon verschieten, waarbij de Fransen alle bestaande basismodellen aan deze specificatie hebben aangepast. Vanaf begin jaren zeventig waren voor de export ook modellen leverbaar uitgerust met het zwaardere 105 mm-kanon (NAVO-standaard). Alhoewel er vele varianten waren op de torenuitvoering, bleef het chassis vrijwel onveranderd tot 1985 toen bij de opwaardering ook de dieselmotor, volledig automatische transmissie en nieuwe hydropneumatische vering werden geïntroduceerd. De productie werd stopgezet met Model 1987. After sales support en upgrading zijn nog steeds leverbaar door GIAT Industries (nu Nexter).
De AMX-13-tank werd gefaseerd uit dienst genomen door het Franse leger in de jaren tachtig. Vervangende Franse pantservoertuigen met gelijksoortige rol werden de ERC 90 Sagaie en de AMX-10 RC.

## AMX-13 SM1

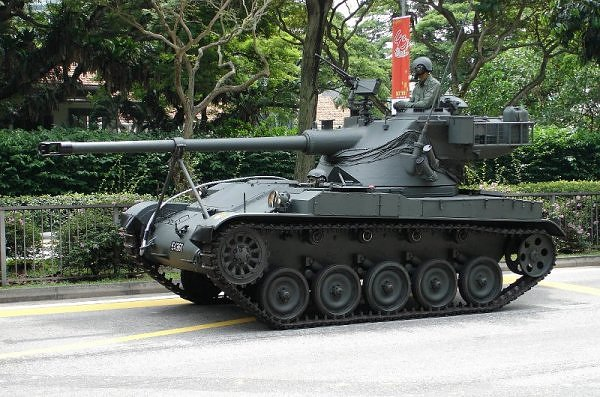
AMX-13 Singapore Modernised 1

Gezien de grote aantallen die van de AMX-13-familie zijn geproduceerd, werd begin jaren negentig een upgrade van het voertuig aangeboden. De benzinemotor werd vervangen door watergekoelde turbo dieselmotor type 6V-53T van Detroit Diesel Engine, een dochteronderneming van GM. Deze motor leverde een vermogen van 290 pk bij 2.800 toeren per minuut. De versnellingsbak werd vervangen door een automatische versnellingsbak met vijf versnellingen voor- en twee achteruit. De vering werd vernieuwd, waardoor de rijeigenschappen in het terrein sterk verbeterden en het risico van loslopende rupsbanden verminderde. Het hele elektrische systeem werd vervangen en de kabels gaven geen giftige stoffen meer af bij een eventuele brand. Deze veranderingen leidden tot een halvering van het brandstofverbruik in terrein en verdubbelden daarmee het bereik. De voertuigen konden – onveranderd – 480 liter brandstof meenemen.

## AMX bij het Nederlandse leger

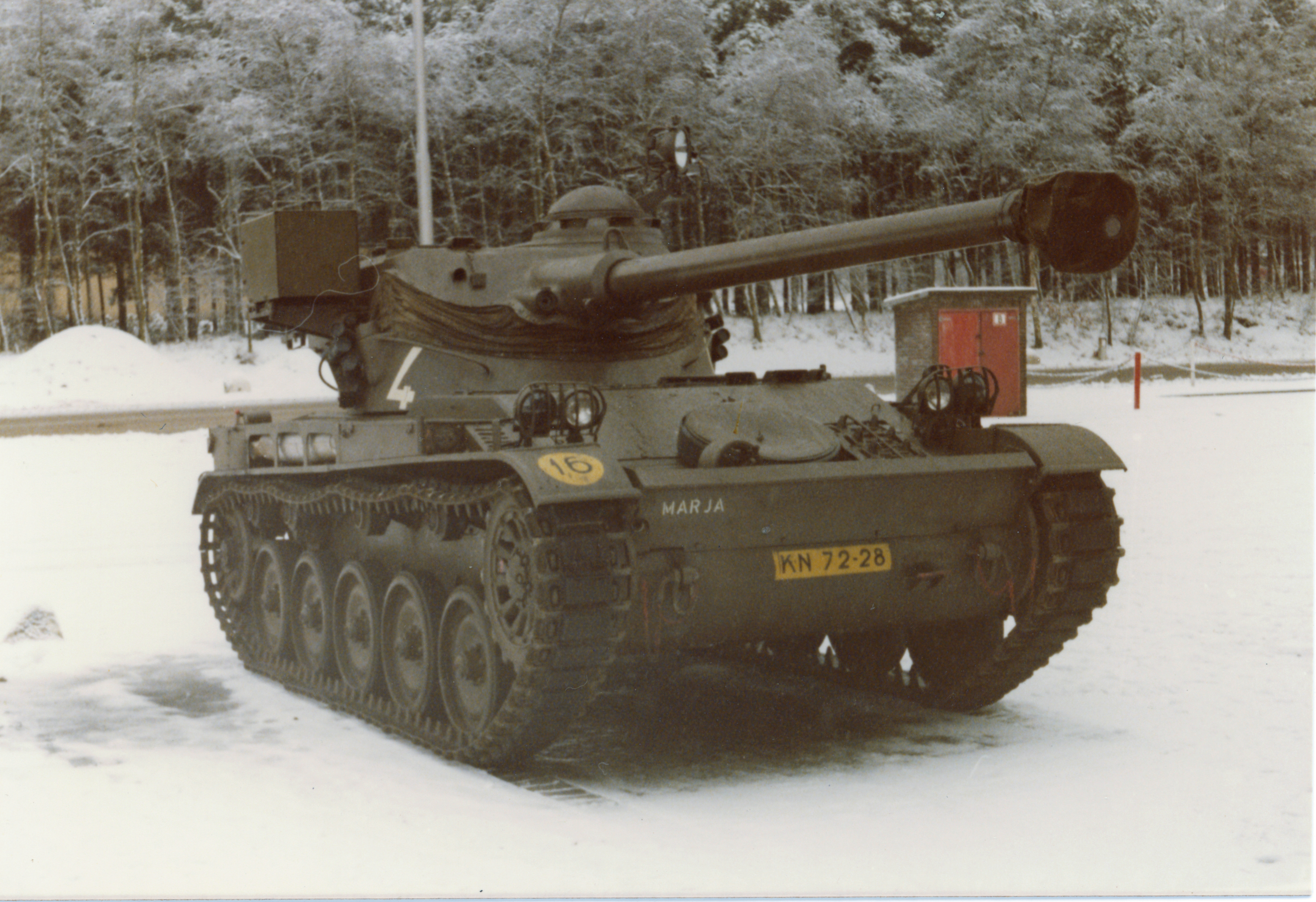
AMX13 in de Bernhardkazerne Amersfoort, 1979

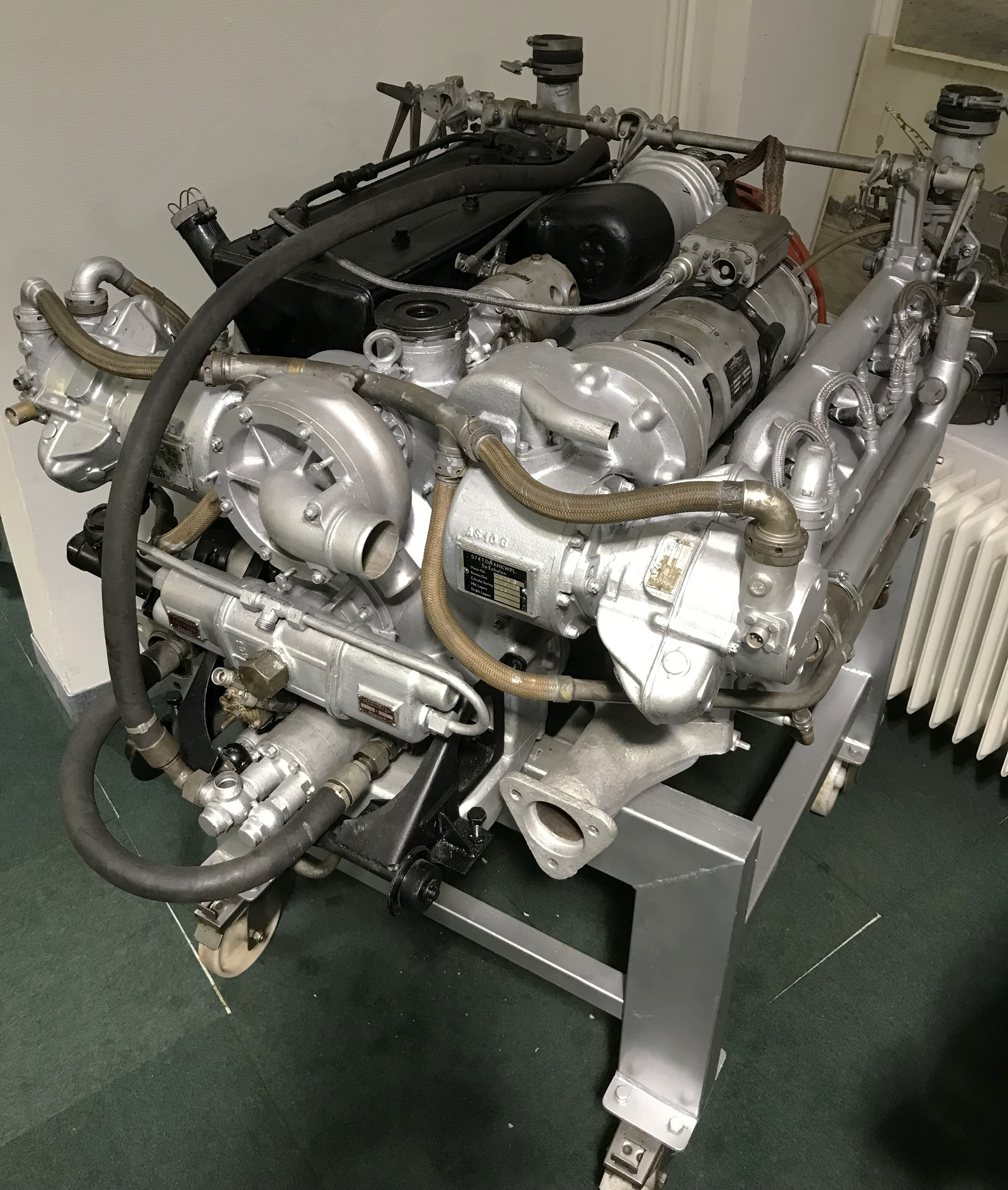
De SOFAM Model 8Gxb achtcilinder benzinemotor

In 1960 had de vervanging van de M24 Chaffee-tank voor verkenningstaken bij de cavalerie hoge prioriteit. De Amerikaanse M41 Walker Bulldog viel om technische en logistieke redenen af en de Franse AMX-13 tank bleef als enige kandidaat
over. Wat de AMX tot een geschikte verkenningstank maakte, was de combinatie van een laag gewicht met een aanzienlijke vuurkracht. Het Nederlandse leger was een belangrijke afnemer, in totaal werden 846 eenheden van de AMX 13 serie afgenomen, waarvan 131 AMX-13 tanks.
Binnen de Koninklijke Landmacht kreeg het voertuig de officiële typeaanduiding: Lichte tank: met kanon 105 mm, L 44, type 2D (AMX). Hierbij stond L 44 voor de lengte van de schietbuis zonder mondingsrem: 44 kalibers x 105 mm = 4,62 meter. Type 2D duidde op de versie die in 1959 werd ontwikkeld met een 90 mm of 105 mm-kanon.
De lichte tank werd gebruikt voor de verkenning. De verkenningseskadrons beschikte over meer middelen dan alleen tanks, maar de AMX-13 vormde het belangrijkste wapen. Alleen tanks waren immers opgewassen tegen vijandelijke tanks. Nadat de AMX was afgestoten, in het begin van de jaren tachtig, heeft de Landmacht geen speciale lichte tanks voor verkenningstaken meer aangeschaft. Deze taak werd overgenomen door de Leopard 1 en weer later de Leopard 2.
In de jaren zestig had binnen het Nederlandse leger een verkenningseskadron drie verkenningspelotons. Een peloton bestond weer uit een commando-, een verkennings-, een tank-, een tirailleurs- en een ondersteuningsgroep. De tankgroep bestond uit twee AMX tanks hetgeen het totaal voor het eskadron op zes bracht. De verkenningsbataljons van 1 en 4 Divisie hadden ieder 18 AMX tanks. Naast de rol als verkenningstank bij de cavalerie had de AMX-13 ook een taak als antitankwapen bij de artillerie. In 1962 en 1963 werden vier batterijen veldartillerie antitank opgericht ten behoeve van de pantserinfanteriebrigades. Een batterij bestond uit drie pelotons, elk bewapend met vijf AMX tanks. De pantserantitanktaak werd vanaf 1972 overgenomen door het regiment infanterie Chassé. De infanteristen gebruikten voor de pantserbestrijding de AMX-13 en de AMX-PRI met de TOW draadgeleide raket. De AMX-13 heeft dus zowel bij de cavalerie, de artillerie en, voor korte tijd, bij de infanterie dienstgedaan. Rond 1983 heeft de Koninklijke Landmacht afscheid genomen van de AMX-13 tank.

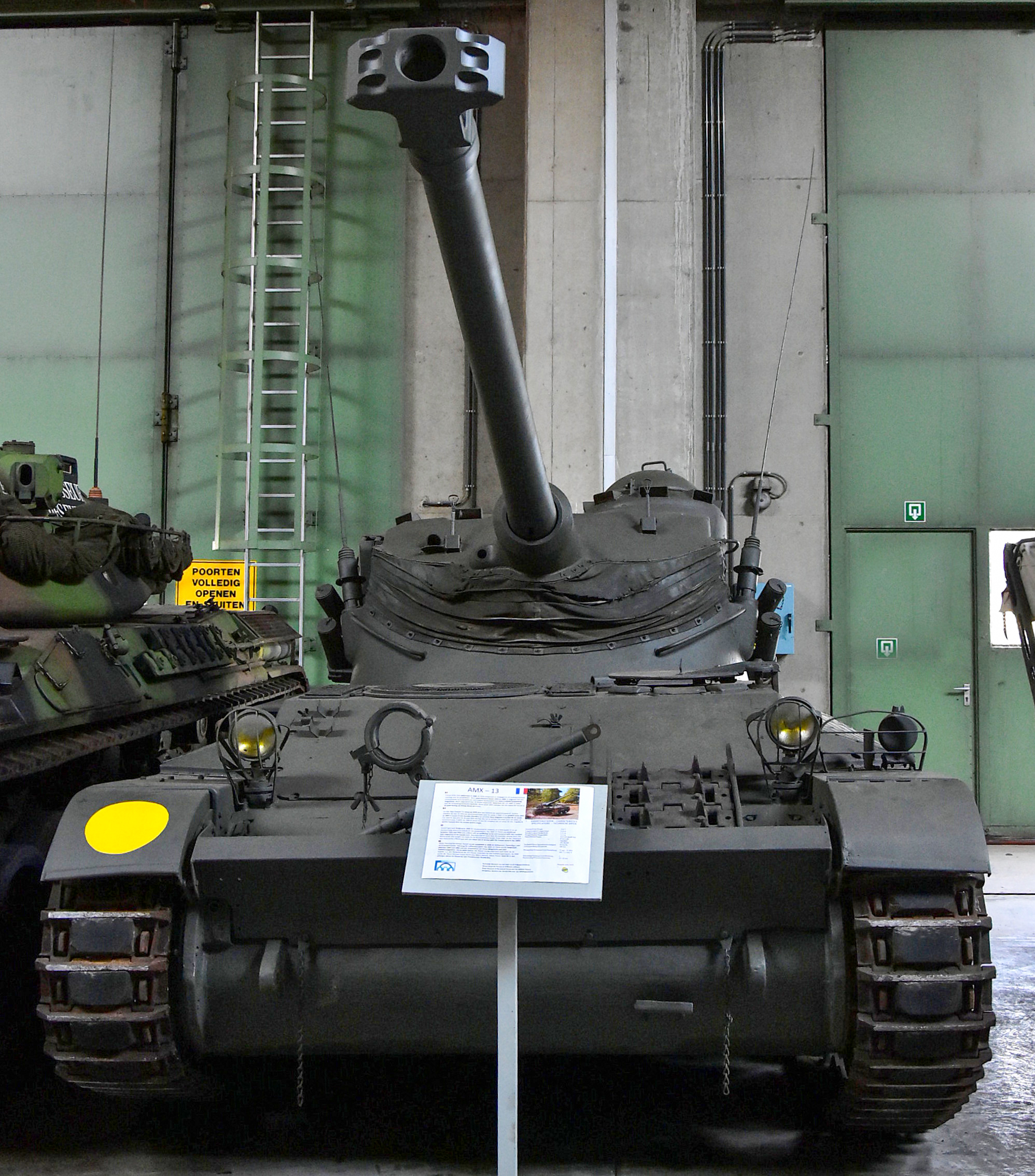
AMX-13 in het Site Gunfire Brasschaat-Museum te Brasschaat

## AMX bij het Belgische leger
De Landmacht gebruikte in totaal 555 AMX-13, waarvan er 523 in België werden vervaardigd door de C.F.C. van Familleureux. 
Er waren vijf verschillende versies : 
- troepentransport (305 exemplaren)
- commandopost (72 exemplaren)
- 81 mm mortierdrager (90 exemplaren)
- cargo (58 exemplaren)
- ENTAC telegeleide antitanklanceerder (30 exemplaren)

De Belgische versie van de troepentransporter was bewapend met een Browning .30 machinegeweer (7,62 mm) in een CALF 38 koepel.
De bemanning bestond uit twee leden (chauffeur en boordcommandant) + 12 infanteristen.
Vanaf 1962 werden geleidelijk zes gepantserde infanteriebataljons van het 1 (BE) korps ermee uitgerust.
Vanaf 1983 tot 1988 werden de AMX-13 vervangen door de M113A1 en AIFV’s.